# Admir Adrović
Admir Adrović (serbisch-kyrillisch Адмир Адровић, * 8. Mai 1988 in Berane, Jugoslawien) ist ein montenegrinischer Fußballspieler.

## Karriere

### Verein
Admir Adrović erlernte das Fußballspielen in der Jugendmannschaft vom FK Berane in Montenegro. Hier unterschrieb er 2005 auch seinen ersten Vertrag. 2006 spielte der Verein in der ersten Liga, der Prva Crnogorska Liga. Am Ende der Saison musste er als Tabellenzwölfter den Weg in die Zweitklassigkeit antreten. 2007 wechselte er zum Erstligisten FK Sutjeska Nikšić nach Nikšić. Hier stand er bis Mitte 2011 unter Vertrag. Von Juli 2010 bis Juni 2011 wurde er an Damash Gilan in den Iran ausgeliehen. Der Verein aus Rascht spielte in der zweiten iranischen Liga, der Azadegan League. Von 2011 bis 2013 stand er bei FK Budućnost Podgorica in Podgorica unter Vertrag. Mitte 2013 verließ er Montenegro und wechselte nach Rumänien. Hier unterschrieb er einen Einjahresvertrag bei Pandurii Târgu Jiu. Nach einem Jahr kehrte er zum FK Budućnost Podgorica zurück. 2015 zog es ihn nach Bahrain. Hier verpflichtete ihn der Muharraq Club für ein halbes Jahr. Mit dem Klub spielte er in der ersten Liga, der Bahraini Premier League. Mitte 2015 wechselte er zum Hong Kong Pegasus FC nach Hongkong. Mit Pegasus gewann der den Hong Kong FA Cup und den Sapling Cup. Mitte 2016 kehrte er für den Rest des Jahres in seine Heimat zurück, wo er für FK Mladost Podgorica spielte. Der thailändische Erstligist Sukhothai FC nahm ihn Anfang 2017 unter Vertrag. Für Sukhothai spielte er 16-mal in der ersten Liga, der Thai Premier League. Nach der Hinserie ging er wieder zum FK Mladost Podgorica. Die zweite Jahreshälfte 2018 spielte er in China für Dalian Transcendence. Der Klub aus Dalian spielte in der zweiten chinesischen Liga, der China League One. 2019 wechselte er in den Oman. Hier stand er für den Muscat Club und den Oman Club auf dem Spielfeld. Beide Vereine spielten in der höchsten omanischen Liga, der Oman Professional League. Anfang 2020 kehrte er wieder nach Montenegro zurück und schloss sich dem OFK Titograd an. Im August 2020 verpflichtete ihn sein ehemaliger Verein FK Sutjeska Nikšić. Hier stand er bis Januar 2021 unter Vertrag und absolvierte 16 Erstligaspiele. Ende Januar 2021 wechselte er bis Saisonende zum ebenfalls in der ersten Liga spielenden FK Dečić Tuzi. Für den Verein aus Tuzi bestritt er 15 Ligaspiele. Die Saison 2021/22 stand er beim Erstligisten FK Podgorica in Podgorica unter Vertrag. Nach 29 Erstligaspielen wurde sein Vertrag Ende Juni 2022 nicht verlängert und der Spieler ist seitdem vereinslos.

### Nationalmannschaft
Von 2008 bis 2010 absolvierte Adrović insgesamt elf Partien für die montenegrinische U-21-Nationalmannschaft und erzielte dabei einen Treffer. Diesen erzielte er am 14. Oktober 2009 beim 3:1-Heimsieg in der EM-Qualifikation gegen Kasachstan.

## Erfolge
FK Budućnost Podgorica
- Montenegrinischer Meister: 2012
- Montenegrinischer Pokalsieger: 2013, 2018

Hong Kong Pegasus FC
- Hong Kong FA Cup: 2016
- Sapling Cup: 2016

## Auszeichnungen
- Torschützenkönig der Hong Kong Premier League: 2016 (10 Tore)
- Torschützenkönig des Montenegrinischen Pokals: 2018 (7 Tore)